# DVD Personal

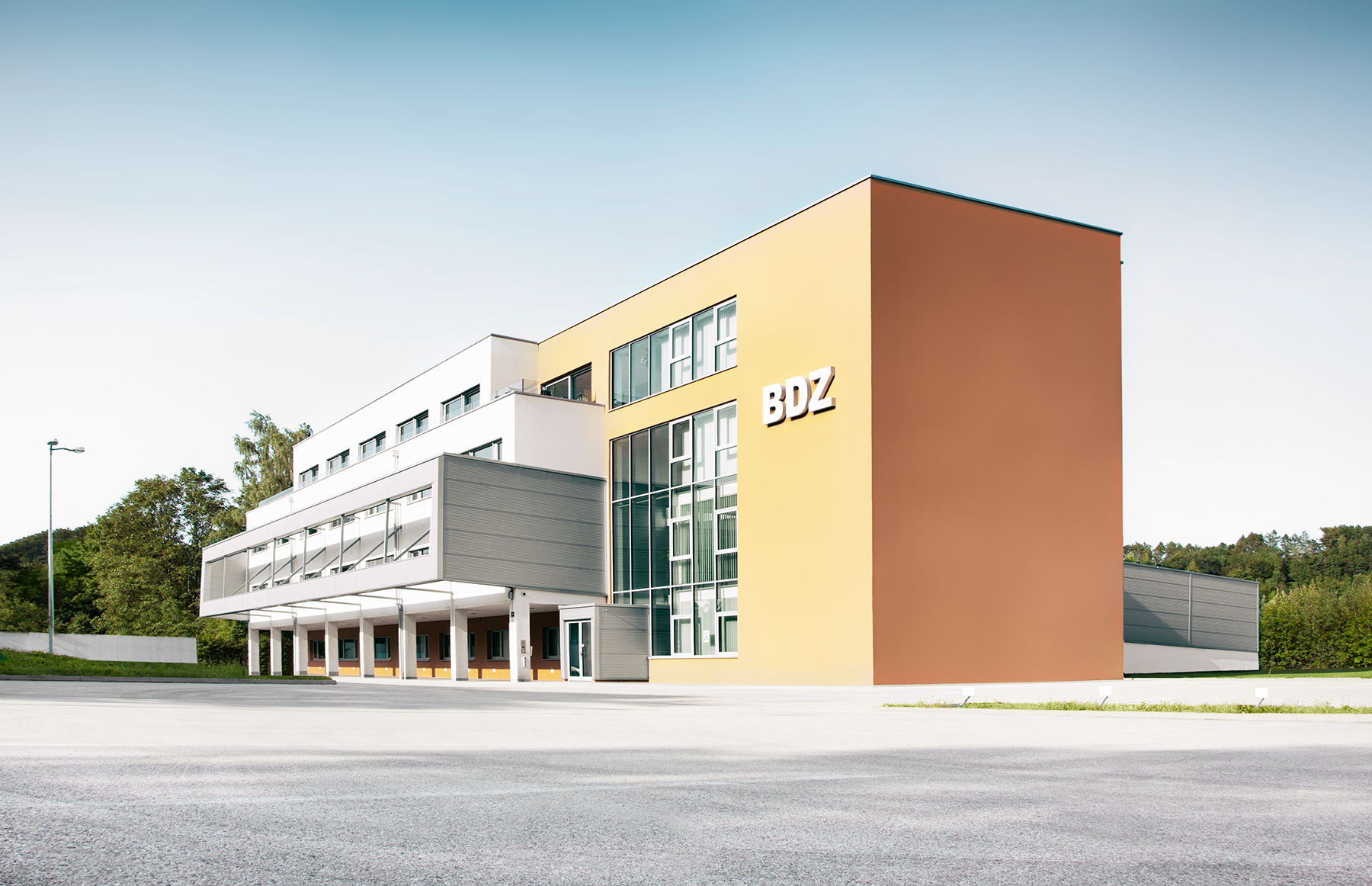
Hauptsitz von DVD Personal in Laakirchen, Oberösterreich

Die Unternehmensgruppe DVD Personal ist ein österreichischer Anbieter für Personaldienstleistungen. DVD Personal beschäftigt rund 1.000  Mitarbeiter in sechs Niederlassungen in Österreich.

## Geschichte
DVD Personal wurde Anfang der 1970er Jahre als Rechenzentrum für Buchhaltung und Lohnverrechnung gegründet. Im Jahr 1990 wurde der Schwerpunkt auf den Bereich der Arbeitskräfteüberlassung gesetzt, welcher das Rechenzentrum vollständig ersetzte. Von 2014 bis 2018 verdoppelte sich die Zahl der Beschäftigten auf 1.000 Mitarbeiter.

## Konzernstruktur
DVD Personal ist eine Tochter der BEMA Holding GmbH. BEMA Holding, welche sich vollständig in Familienbesitz befindet, hält 100-%-Beteiligungen an folgenden Unternehmen:
- DVD Personal – Arbeitskräfteüberlassung
- BDZ Bürozentrum – Immobilien
- Santo – Handel mit österreichischen Weinen
- TIGRES – Dienstleistungen[2]

## Standorte
Oberösterreich
- Laakirchen
- Linz
- Vöcklabruck
- Wels

Niederösterreich
- Amstetten

Land Salzburg
- Salzburg[3]